# 一卡通MONEY
一卡通MONEY（英語：iPASS Money）是一卡通票證公司推出的電子支付服務，於2017年7月獲金管會核准取得兼營電子支付業務許可，2018年9月3日正式上線。使用範圍含便利商店、百貨公司、連鎖超市、公有市場、醫療費用、學費、公共事業稅務繳費等服務，行動支付可於日本PayPay合作商店使用。
截至2025年3月止，用戶數686.6萬，在電子支付業者中位居台灣第一。

## 支付工具

### 合作銀行
目前可透過以下25間金融機構及農金資訊之農漁會進行儲值和提領。
- 聯邦銀行
- 台北富邦銀行
- 新光銀行
- 台新銀行
- 中華郵政
- 元大銀行
- 永豐銀行
- 遠東商銀
- 彰化銀行
- 兆豐銀行
- 高雄銀行
- 土地銀行
- 第一銀行
- 國泰世華銀行
- 中國信託
- 玉山銀行
- 台灣企銀
- 台灣銀行
- 合作金庫銀行
- 連線銀行
- 王道銀行
- 農金資訊
- 全國農業金庫
- 瑞興銀行
- 王道銀行
- 瑞興銀行
- 農漁會南區資訊中心

## 延伸使用

### 乘車碼[4]
軌道運輸
- 高雄捷運
- 淡海輕軌
- 桃園捷運
- 高雄輕軌
- 臺中捷運
- 台北捷運（尚未啟用）

公車
- 北北基宜：台北客運、大都會客運、葛瑪蘭客運
- 台中：台中客運、統聯客運、豐原客運、中台灣客運、巨業交通、中鹿客運
- 嘉南：嘉義客運、新營客運、府城客運、興南客運
- 高屏：高雄客運、東南客運、港都客運、統聯客運、義大客運、漢程客運、南台灣客運、國光客運、屏東客運
- 金門：境內所有路線（由金門縣公共車船管理處營運）

航運
- 高雄市：鼓山-旗津之渡輪
- 金門縣：九宮-水頭之渡輪（由金門縣公共車船管理處營運）

### 生活繳費
停車費
電費
水費
信用卡費
瓦斯費
有線電視費
規費罰鍰稅娟
健保費
學雜費
台北市動物園
醫療費
保險費
社區管理費
國民年金

## 外部連結
- 一卡通
- 一卡通MONEY的Facebook專頁